# Fissurina subnitidula
Fissurina subnitidula är en lavart som först beskrevs av William Nylander och som fick sitt nu gällande namn av Bettina Staiger. 
Fissurina subnitidula ingår i släktet Fissurina och familjen Graphidaceae. Inga underarter finns listade i Catalogue of Life.